# City of Canterbury (Australia)
City of Canterbury – jeden z 38 samorządów lokalnych wchodzących w skład aglomeracji Sydney, największego zespołu miejskiego Australii. Formalnie stanowi niezależne miasto, usytuowane na południe od ścisłego centrum Sydney. Obejmuje obszar 34 km² i liczy 129 963 mieszkańców. 
Władzę ustawodawczą sprawuje dziesięcioosobowa rada miasta. Dziewięciu jej członków wybieranych jest z zastosowaniem ordynacji proporcjonalnej w trzech trójmandatowych okręgach wyborczych. Dziesiąte miejsce otrzymuje z urzędu burmistrz, pochodzący z wyborów bezpośrednich i stojący jednocześnie na czele władzy wykonawczej. 

## Geograficzny podział City of Canterbury
| - Ashbury - Belfield - Belmore - Beverly Hills - Campsie - Canterbury - Clemton Park - Croydon Park - Earlwood | - Hurlstone Park - Kingsgrove - Lakemba - Narwee - Punchbowl - Riverwood - Roselands - Undercliffe - Wiley Park |

## Galeria

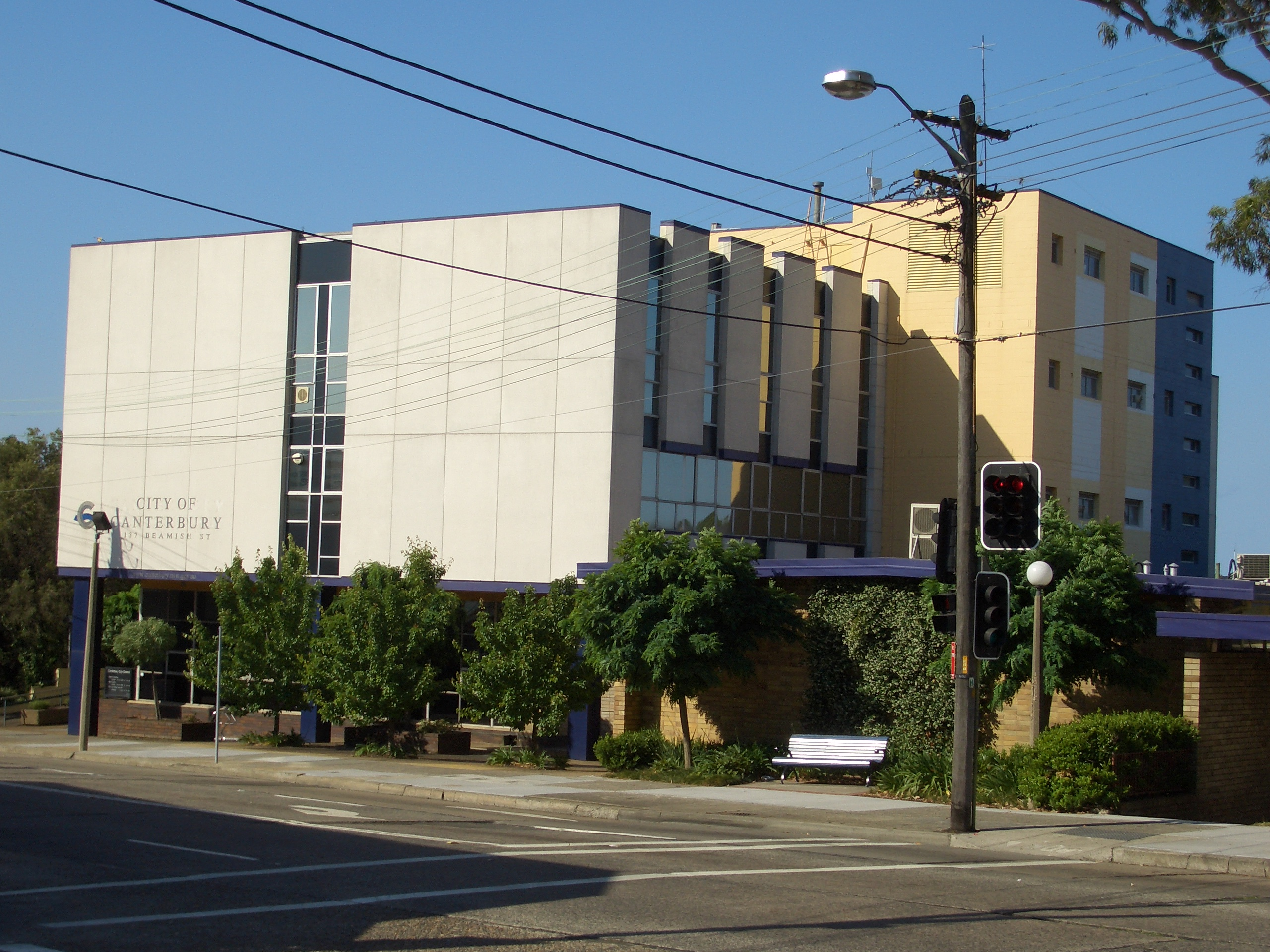
Ratusz City of Canterbury
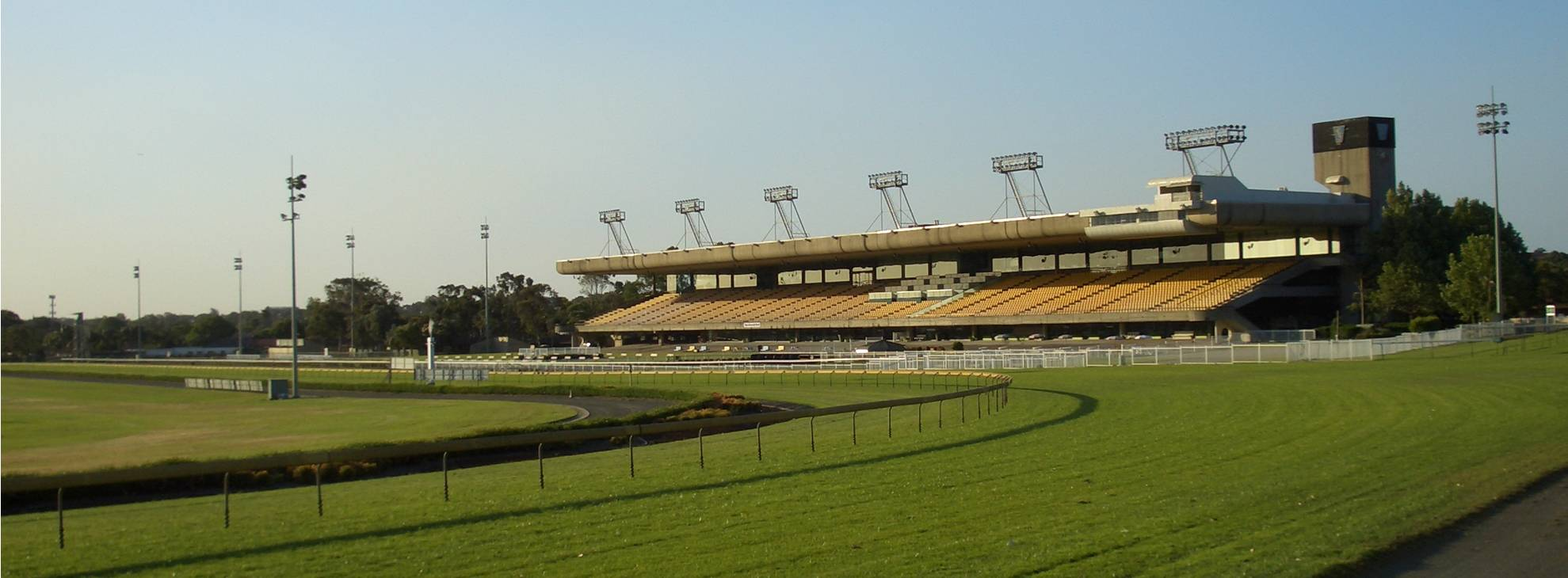
Tor wyścigowy Canterbury Park
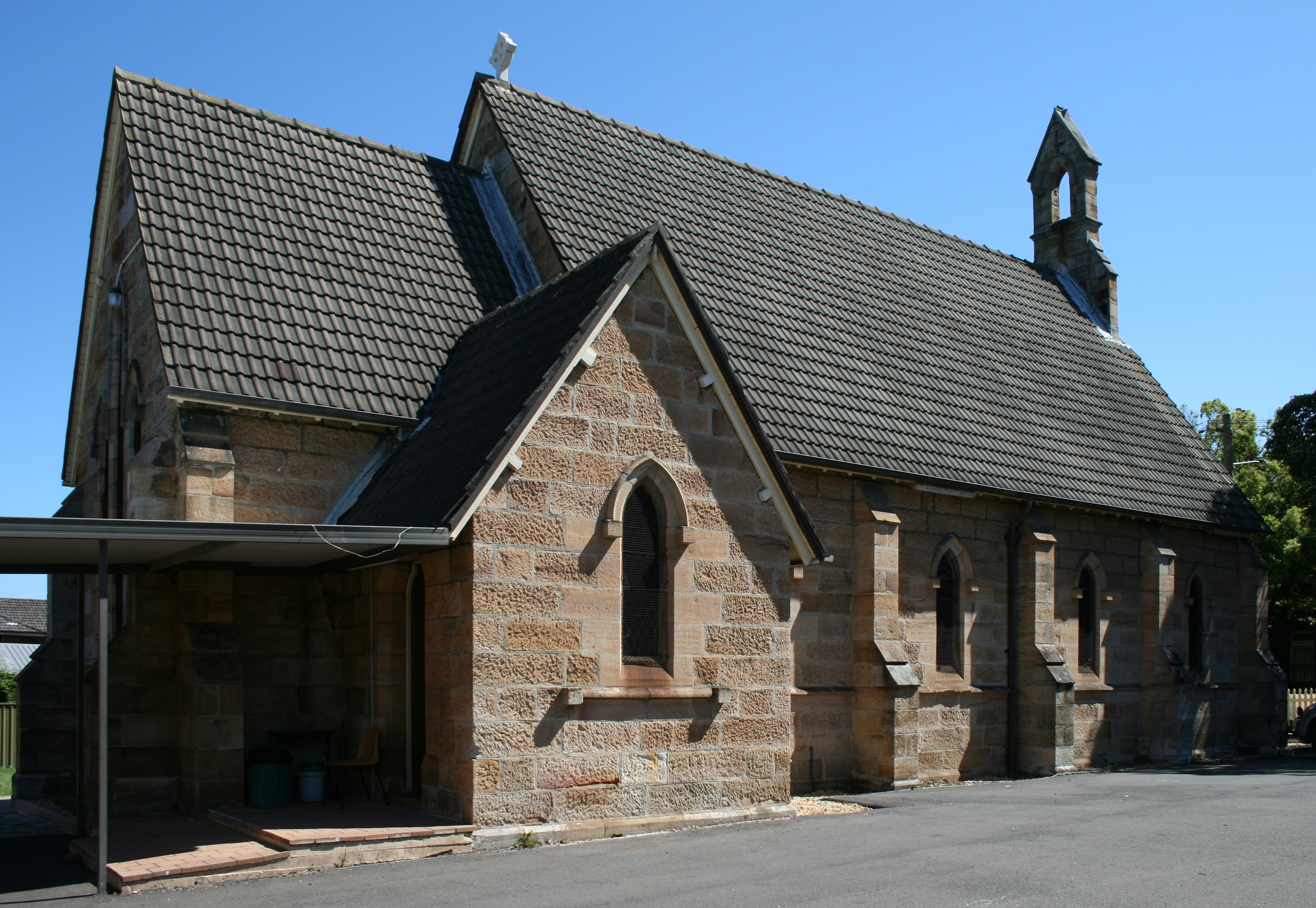
Anglikański kościół św. Pawła
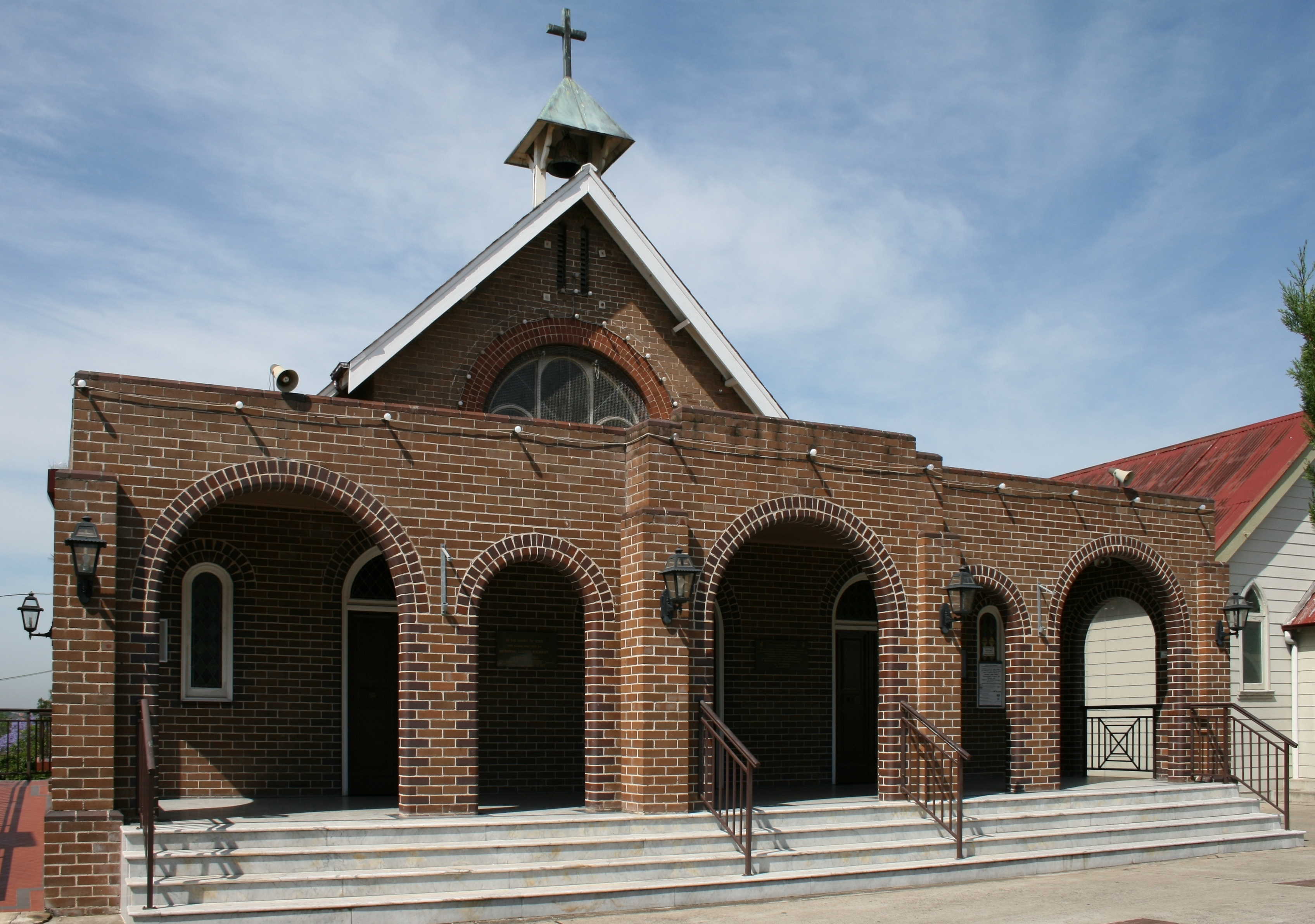
Świątynia greckiej cerkwi prawosławnej